# Urziceni
Urziceni (pronunciació en romanès: [urziˈt͡ʃenʲ]) és una ciutat del comtat d'Ialomița, Muntènia, Romania, situada al voltant de 60 km al nord-est de Bucarest. Té una població de 14.053 habitants: el 93,1% de romanesos, el 4,6% de gitanos i l'1,6% d'hongaresos.

## Demografia
Com mostra el cens del 2011, Urziceni ocupa el tercer lloc al comtat d'Ialomița, després de Slobozia i Fetești amb 14.053 residents estables, hi ha 6.765 homes i 7.288 dones.

## Orígens
Fundat per pastors romanesos, el seu nom deriva de la paraula "urzică" (ortiga). Va ser esmentat per primera vegada en un document escrit el 23 d'abril de 1596, durant el regnat de Mihai Viteazul. Va guanyar el 1831 l'estatus de ciutat de mercat i el 1895 l'estatus de ciutat. Durant 117 anys, va ser la capital del comtat d'Ialomița (entre 1716 i 1833).

## Rècord de futbol
Una ciutat petita segons els estàndards, Urziceni és potser més coneguda pel seu equip de futbol, Unirea Urziceni. Urziceni té el rècord de la ciutat més petita que ha tingut un equip a la Lliga de Campions. L'equip va acabar un any després.